# 山田太一 (タレント)
山田 太一（やまだ たいち、1966年6月14日 - ）は、日本の俳優、タレント、ナレーター。ワールドP.S.所属。劇団『東京遊劇手』主宰。

## 略歴・人物
- 岐阜県関市出身。
- 東京遊劇手では下北沢のシアター711のこけら落としの一環を務め（こけら落とし公演は別団体）約1ヶ月のロングラン公演を行う。
- “ピース&ハート”というチャリティーイベントを開催し川崎のクラブチッタに800人を集める。参加芸能人は嘉門達夫、相川七瀬、倖田來未（ビデオレター）など。演目が多くなりすぎて終了時間が大幅に遅れた。収益金はユニセフに寄付された。
- 長くラジオパーソナリティーを務め、TOKYO-FMでは10年に及ぶレギュラー番組を担当。
- かつては「ギブ&テイク」というお笑いコンビ（浅井企画所属）の突っ込みとして活動。同じ事務所だったおさると親交がある。
- 今井雅之に師事したことをきっかけに、単身渡米しニューヨークのリー・ストラスバーグ演劇専門学校に通った。
- 日本唐揚協会会長の安久鉃兵と交友があり、から揚げに対しての含蓄ある言葉を発する。また、自身で飲食店を経営したこともありカレーにもうるさい。
- 飯田圭織のアルバム『プラン・ダムール』に詞を提供している。
- 届出自動車教習所の所長を一時期していた。運転技術は自他ともに認める。
- 日本プロポケットビリヤード連盟 (JPBA) 認定プロ (第37期生)であり、ダーツバレルメーカー・DMC JAPANからサポートを受けるダーツプレーヤーでもある。
- 衆議院議員・野田聖子と古い縁がある。お互いの三代前からのつながり。
- かなりのDIYの達人で、自身のブログで2015年に「貧乏暇あり世田谷一戸建て購入作戦」という、自身が築60年の中古住宅をリフォームする様子を書いている。本人曰く、「10年早かった・・・」と、今だったらyoutubeでかなりの再生が見込めたコンテンツだと言われている。

## 出演

### 映画
- パッチギ!（2004年） - DJ赤坂
- けっこう仮面 RETURNS（2004年） - イヤ～ン・ソープ
- ふるさとがえり（2010年） - 兄
- アイズ（2015年） - 山本和弘
- スクール・オブ・ナーシング（2016年） - 戸川正樹[1]
- 東京不穏詩～Bud poetry tokyo（2017年） ★ブリュッセル国際インディペンデント映画祭グランプリ受賞作品   ★大阪アジアン映画祭　最優秀女優賞受賞作品   ★熱海国際映画祭　最優秀女優賞　最優秀撮影監督賞　W受賞作品
- KONTORA（2019年）準主演　兼プロデューサー   ★ブラックナイト国際映画祭グランプリ受賞作品
- リボルバー・リリー（2023年8月11日）

### テレビ
- 孤独のグルメ2024大晦日SP（2024年、テレビ朝日） -トキワ劇場館長　役
- D&D〜医者と刑事の捜査線〜 第4話（2024年11月8日、テレビ東京） - 国枝充彦 役[2]
- WOWWOW連続ドラマ「磯辺磯部衛物語」第6話　(2024年）-刀屋　役
- 月曜プレミア８今野敏サスペンス警視庁強行犯係「樋口顕」遠火（2024年、テレビ東京）-岩城勉　役

- 相棒22（2024年、テレビ朝日） -小園蓮太郎（犯人役）

- 真夜中ドラマ『婚活食堂』最終話（2023年、テレビ東京） - 並河恵一
- 科捜研の女2022 第7話（2023年、テレビ朝日） - 薮谷伸彦
- NHK-BS時代劇『大岡越前シーズン7』第4話（2022年） - 浜田屋
- 日本統一 北海道編（2022年、北海道文化放送） - 高月
- おかわり飯蔵（テレビ東京）ゲスト主役
- 心にサンサン物語（bs-i）ゲスト主役
- 新選組が恋した女（2005年、NHK） - 近藤勇
- タモリ倶楽部（テレビ朝日）
- 優子が全勝（2005年12月30日、中京テレビ）
- i-SPORTS Heart-Beat Weekend（BS-i） - ハービー（CGキャラ）の声
- 報道特集NEXT→報道特集 （TBSテレビ） - ニュース・スポーツコーナーのナレーション
- パチンコ勝ち台実戦チェック!（MONDO21）
- 山田邦子のおすすめツアー徹底紹介（旅チャンネル）
- 山田邦子の教えて!旅のアレコレ（旅チャンネル）
- Asia Navi（旅チャンネル）
- パチンコ王座モンド21杯（MONDO21）
- ガールズパチンコリーグシリーズ（MONDO TV、2014年3月 - ） - ナレーション
- ニッポン食彩探訪（全国独立放送協議会）
- Salus all in one（Itscom10ch／月 - 金13:00 - 16:00） - 木曜パーソナリティおよび他曜日代演。番組開始 - 2022年3月。

### 舞台
東京遊劇手　座長公演
- 『ザ・ウインズ・オブ・ゴッド』公演（2004年夏） - 「兄貴」役・兼 演出
- 『秘密結社』（2006年春） - 作・主演・演出
- 『ベリーメリーゴーランド』（2009年春） - 作・出演
- 『リセット』（2020年2月） - 作・脚本・演出

他団体公演
- 『ロードサイドストーン』（2006夏）劇団BLUESTAXI
- 『東京アカイイト』（2006冬）劇団BLUESTAXI
- 『オーファンズ』（2008年冬） - 主演
- 『苦情真に受けTV』（2012年冬）　-　プロデューサー役
- 『オペレーション』（2015年7月） - 作：飯田譲治
- 『リバース・ボーイ』（2016年2月）JOカンパニー　オムニバス公演　京都公演出演
- 『奇々怪々』俳優座劇場（2016年11月）
- 『パートナーズ』（2019年4月）
- 『レッドスネークカモン』三越劇場（2019年10月）

### CM
- 丸野運輸 - ナレーション（2020年5月）
- マクドナルド - ナレーション（2019年）
- インテル - ナレーション
- TOYOTA ゼロクラウン - ナレーション
- TOYOTA MORE THAN BEST キャンペーン - ナレーション
- 小田急ロマンスカー 夏の合宿バージョン - 「父」役
- ハウス 火鍋房（2006年冬） - 黒木瞳の「夫」役

### ラジオ
- TOKYO UPSIDE STATION（東海ラジオ） - パーソナリティー（「TAICHI山田」名義）
- POP UP SUNDAY（FM-FUJI） - パーソナリティ（「TAICHI山田」名義）
- 50% Ride Pace （TOKYO FM）
- ただいま!（NACK5）
- Salus all in one（FMサルース／月 - 金13:00 - 16:00） - 木曜パーソナリティおよび他曜日代演。番組開始 - 2022年3月。

### WEB TV
- サッカープレミアム（GyaO）